# Пенеда-Жереш

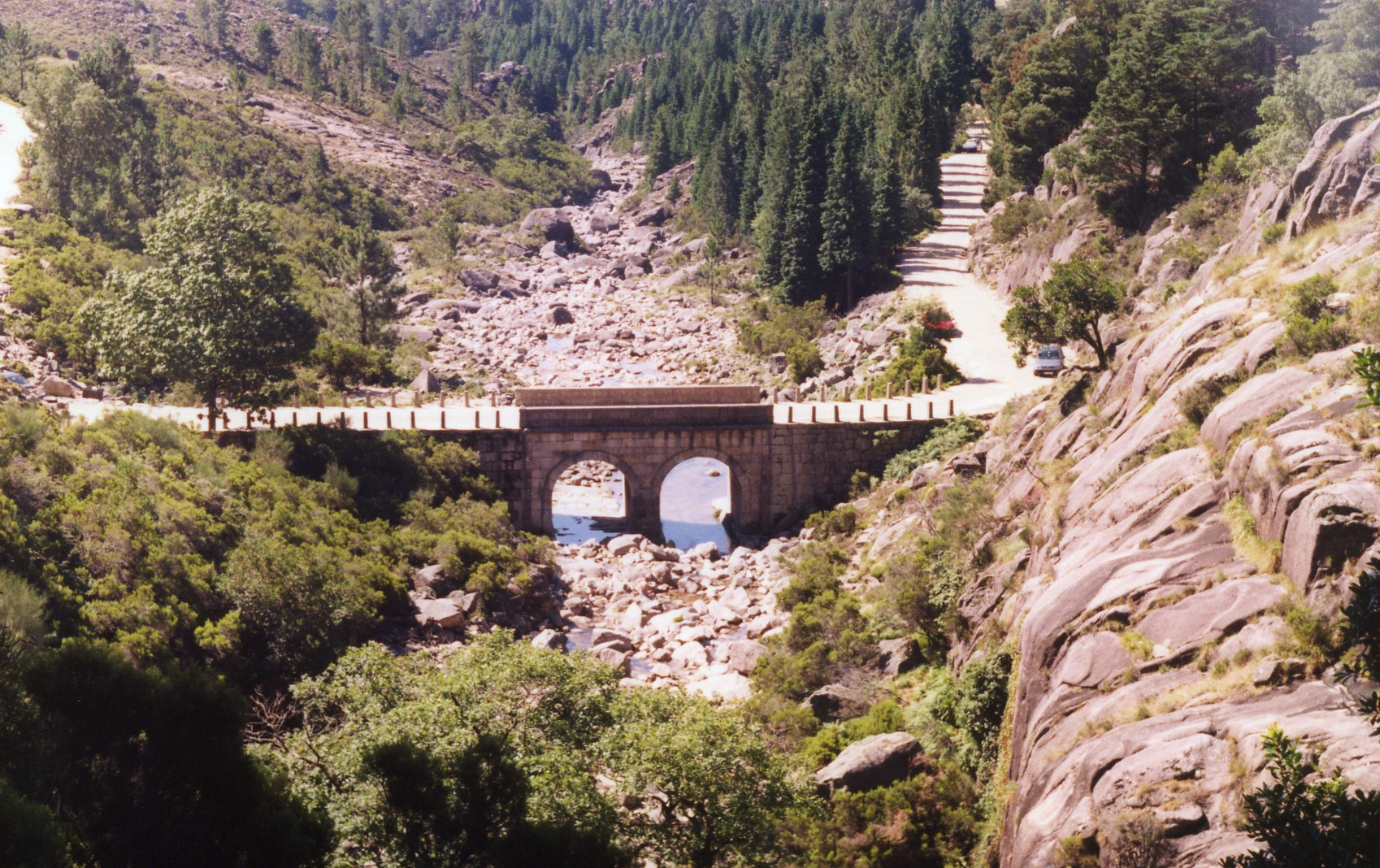
Мост через Араду

Пене́да-Жере́ш (порт. Peneda-Gerês) — национальный парк на севере Португалии, в провинции Минью, прилегает к границе с Испанией. Территория парка занята горными цепями Пенеда и Жереш (высшие точки: 1335 и 1508 м над уровнем моря соответственно). Площадь более 70 тыс. га. Помимо великолепных пейзажей, разнообразной флоры и фауны, парк привлекает посетителей своими достопримечательностями: средневековыми замками в Каштру-Лаборейру и Линдозу, развалинами монастыря XII века в Питойнш-даш-Жунияш, музеем под открытым небом Виларинью-даш-Фурнаш — деревни, затопленной при строительстве плотины в 1971 году.